# M898 motorway
Der M898 motorway (englisch für ‚Autobahn M898‘) ist eine 1 Meile (1,6 km) lange Autobahn in Renfrewshire, Schottland.
Sie ist ein Abzweig vom Motorway M8 zur Erskine Bridge. Im Vereinigten Königreich ist sie die Autobahn mit der höchsten Nummerierung und ist mit einer Meile mit eine der kürzesten. Es gibt auf der gesamten Länge keinen Standstreifen. Das nördliche Autobahnende ist die Anschlussstelle mit der A726, die alte Stelle mit den Maut-Häuschen für die Maut auf der Erskine Bridge, die seit dem 1. April 2006 mautfrei ist.